# Araeolaimus boomerangifer
Araeolaimus boomerangifer är en rundmaskart som beskrevs av Christian Wieser 1959. Araeolaimus boomerangifer ingår i släktet Araeolaimus och familjen Axonolaimidae. Inga underarter finns listade i Catalogue of Life.